# Vile (album)
Pour les articles homonymes, voir Vile.
 (février 2009).
Si vous disposez d'ouvrages ou d'articles de référence ou si vous connaissez des sites web de qualité traitant du thème abordé ici, merci de compléter l'article en donnant les références utiles à sa vérifiabilité et en les liant à la section « Notes et références ».
Albums de Cannibal Corpse
The Bleeding Gallery of Suicide
Vile est le cinquième album studio du groupe de brutal death metal Américain Cannibal Corpse. L'album est sorti le 21 mai 1996 sous le label Metal Blade Records.
À l'origine, l'album devait s'appeler Created to Kill et Chris Barnes devait en être le chanteur, mais il a quitté le groupe peu avant la date de sortie. C'est donc le nouveau chanteur du groupe, George Fisher qui était alors membre du groupe de death metal Monstrosity, qui a réenregistré les parties vocales de l'album,  sorti sous un nouveau nom, Vile.
Il s'agit du dernier album où Rob Barrett assure le poste de guitariste.
À partir de cet album, le groupe a dû trouver un nouveau logo, car Chris Barnes en avait le copyright.

## Composition du groupe
- George Fisher - chant
- Jack Owen - guitare
- Rob Barrett - guitare
- Alex Webster - basse
- Paul Mazurkiewicz - batterie

## Liste des titres
1. Devoured by Vermin – 3:13
2. Mummified in Barbed Wire – 3:09
3. Perverse Suffering – 4:14
4. Disfigured – 3:48
5. Bloodlands – 4:20
6. Puncture Wound Massacre – 1:41
7. Relentless Beating – 2:14
8. Absolute Hatred – 3:05
9. Eaten from Inside – 3:43
10. Orgasm Through Torture – 3:41
11. Monolith – 4:24
12. The Undead Will Feast – 2:53 (titre supplémentaire présent uniquement sur la version japonaise de l'album)